# Ancemont
Ancemont ist eine französische Gemeinde mit 525 Einwohnern (Stand 1. Januar 2022) im Département Meuse in der Region Grand Est (bis 2015 Lothringen). Sie gehört zum Kanton Dieue-sur-Meuse und ist Sitz des Gemeindeverbands Meuse-Voie Sacrée.

## Geografie
Ancemont liegt am linken Ufer der Maas, am Ausgang der Billonneau-Talmulde auf einer mittleren Höhe von 265 Metern über dem Meeresspiegel, zehn Kilometer südöstlich von Verdun. Ancemont ist umgeben von den Nachbargemeinden Dugny-sur-Meuse, Les Monthairons und Dieue-sur-Meuse. Das Gemeindegebiet hat eine Fläche von 13,28 Quadratkilometern.

## Geschichte
Im Mittelalter hieß die Ortschaft Mont und unterstand dem Herzogtum Bar und der Vogtei von Souilly. Im 17. Jahrhundert wurde die Ortschaft Ance von schwedischen Truppen zerstört und die Bewohner zogen nach Mont, das daraufhin Ancemont genannt wurde. Im Ancien Régime gab es drei Lehen in der Ortschaft.
1793 erhielt Ancemont im Zuge der Französischen Revolution (1789–1799) den Status einer Gemeinde und 1801 das Recht auf kommunale Selbstverwaltung.

## Bevölkerungsentwicklung
| Jahr      | 1962 | 1968 | 1975 | 1982 | 1990 | 1999 | 2008 | 2019 |
| Einwohner | 539  | 586  | 615  | 635  | 654  | 591  | 566  | 538  |

## Kultur und Sehenswürdigkeiten
Die Kirche La Décollation-de-Saint-Jean-Baptiste (dt.: die Enthauptung von Johannes dem Täufer) wurde 1855 im neugotischen Stil auf den Fundamenten einer Kirche aus dem Jahr 1686 erbaut. In der Kirche befand sich eine Statue der hl. Maria Magdalena aus dem 15. Jahrhundert, die der Pfarrer von Ancemont 1906 verkaufte. Sie wurde 1922 vom Louvre gekauft und steht heute im Saal 13 des Richelieuflügels.
Das Schloss La Bessière stammt aus dem 18. Jahrhundert. Das rechteckige Haupthaus wird von zwei quadratischen Türmen flankiert. über der Eingangstür ist ein Relief mit dem Wappen der Familie La Bessière. Das Schloss befindet sich im Privatbesitz und wird als Herberge mit zwei Fremdenzimmern genutzt.

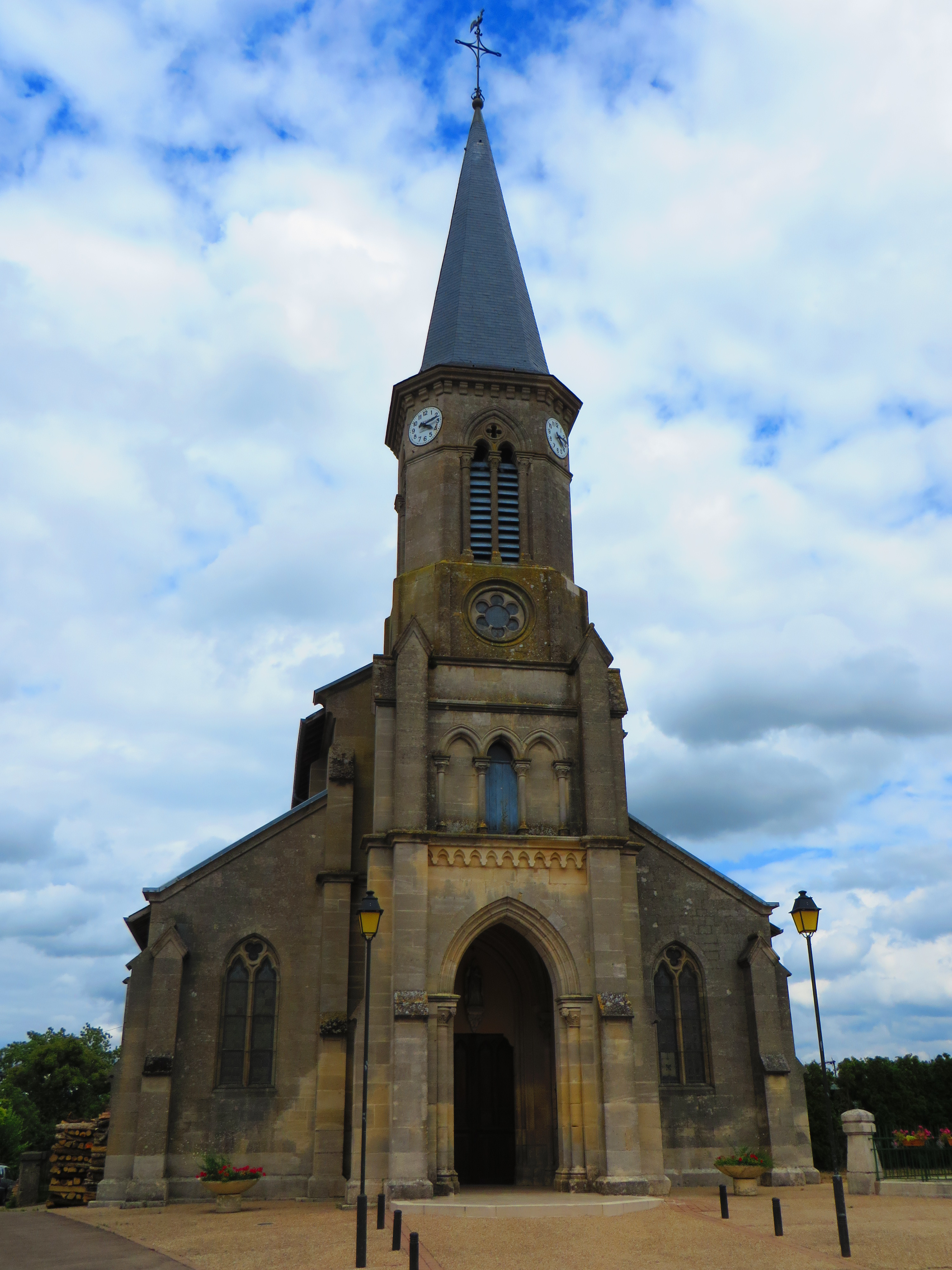
Kirche La Décollation-de-Saint-Jean-Baptiste
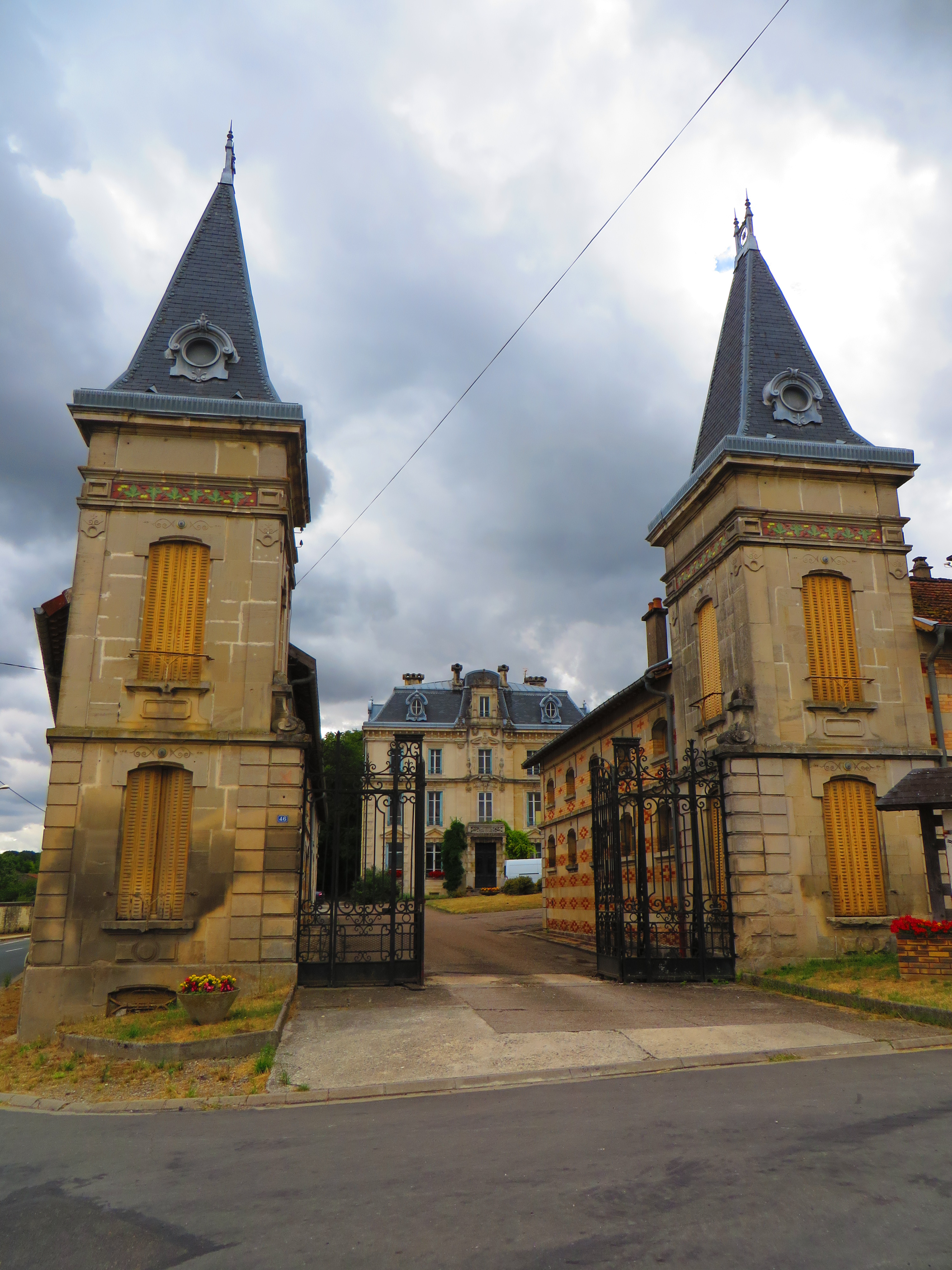
Schloss La Bessière

## Wirtschaft
Wichtige Erwerbszweige in Ancemont sind Forstwirtschaft und Holztechnik. 1860 wurde ein Sägewerk gebaut. In den 1990er Jahren entstanden zwei Möbelhäuser, Anthéa und Sarap.
Auf dem Gemeindegebiet gelten kontrollierte Herkunftsbezeichnungen (AOC) für Brie de Meaux sowie geschützte geographische Angaben (IGP) für Mirabellen (Mirabelles de Lorraine) und Bergamote de Nancy (klare, bernsteinfarbene Bonbons aus Zucker und ätherischem Öl aus  Bergamotten).

## Persönlichkeiten
- Robert Desgabets (1610–1678), Benediktinermönch, Generalprokurator von Saint-Mihiel in Paris, lehrte die Philosophie von René Descartes[5]